# Platycheirus notata
Platycheirus notata är en tvåvingeart som först beskrevs av Jacques-Marie-Frangile Bigot 1884.  Platycheirus notata ingår i släktet fotblomflugor, och familjen blomflugor. Inga underarter finns listade i Catalogue of Life.